# Eduard Georg von Wahl
Eduard Georg von Wahl (ur. 19 lutego?/3 marca 1833 w Wattel, zm. 17 stycznia?/29 stycznia 1890 w Dorpacie) – niemiecki chirurg, profesor Uniwersytetu w Dorpacie.
Studiował mineralogię, nauki przyrodnicze i medycynę na Uniwersytecie w Dorpacie. Tytuł doktora medycyny otrzymał w 1859 roku. Jego nauczycielami byli m.in. Friedrich Bidder i Guido Samson von Himmelstjerna. Studia uzupełniał w Berlinie i Paryżu. Od 1860 praktykował w Petersburgu. Od 1867 był głównym lekarzem w Szpitalu Oldenburskim. W 1878 został profesorem chirurgii na Uniwersytecie w Dorpacie, był też rektorem uczelni w latach 1881–1885.
Jego nazwisko upamiętnione jest w nazwie objawu Wahla-Kadera.